# Galfrid C.K. Dunsterville
Galfrid Clement Keyworth Dunsterville (Newton Abbot, Devon, Inglaterra, 18 de febrero de 1905 - 1988) fue un técnico petrolero de profesión, apasionado de la orquideología, naturalista, y explorador venezolano de adopción.

## Trayectoria
Su padre fue el Mayor Gral. Lionel Charles D. Dunsterville (1866-1946) y su madre Margaret Emily Keyworth (1873- 1933). Se casó con Leonora Foreman.
Dunsterville era técnico de la empresa petrolera Shell en Venezuela, aunque era un naturalista de espíritu, apasionado de la orquideología, y explorador nato desde que en 1958 recorrió ampliamente el territorio venezolano en busca de sus 1200 especies de orquídeas. Con ayuda de su mujer, que se encargaba de hacer unas detalladas fotografías, fue presentando su trabajo, durante un periodo de 40 años, en el boletín de la American Orchid Society. Fruto de este trabajo han sido los 6 volúmenes de "Las Orquídeas de Venezuela, Ilustradas", obra definitiva y exhaustiva sobre la totalidad de las orquídeas de Venezuela.
Dunsterville estuvo en contacto y colaboración con otros orquideólogos en sus publicaciones, tal como Leslie A. Garay, estudiando y describiendo en 1966 el género de orquídeas Restrepiella y especies de Sobralia y Cattleya.

## Obras
- "Orchid Hunting in the Lost World (& Elsewhere in Venezuela)" Dunsterville, G.C.K. & E. Dunsterville, American Orchid Society, (1988)
- "Orchids of Venezuela. An illustrated field guide". G.C.K.Dunsterville & Leslie A.Garay, (1979)
- "Algumas orquídeas das mais altas regiões do Brasil. Some orchids of Brazil's highest highlands", G.C.K. Dunsterville, (1972)
- "Introduction to the World of Orchids" Dunsterville. G.C.K., W.H.Allen, London & Lausanne, (1964)
- "El Mundo de las Orquideas" Dunsterville G.C.K. , Editorial Lectura, Caracas (1962)
- "Venezuelan Orchids" Dunsterville. G.C.K. & Leslie A.Garay, Andre Deutsch, Londres & Ámsterdam (1959-76)
- The lowland floral element on the summit of the Cerro Guaquinima and other cerros of the Guayana highland of Venezuela, Steyermark, J. A., & Dunsterville, G. C. K. J. of Biogeography
- "Venezuelan orchids", Galfrid C.K. Dunsterville, (1990)

## Eponimia
Género
- (Orchidaceae) Dunstervillea Garay[1]

Especies
- (Melastomataceae) Miconia dunstervillei Wurdack[2]
- (Orchidaceae) Ancipitia dunstervillei (Foldats) Luer[3]
- (Orchidaceae) Catasetum × dunstervillei G.A.Romero & Carnevali[4]
- (Orchidaceae) Ida dunstervillei (Bergold) A.Ryan & Oakeley[5]
- (Orchidaceae) Paphinia dunstervillei Dodson & G.A.Romero[6]
- (Orchidaceae) Sudamerlycaste dunstervillei (Bergold) Archila[7]
- (Xyridaceae) Abolboda dunstervillei Maguire ex Kral[8]